# 北越方言
北越方言（ほくえつほうげん）または下越方言（かえつほうげん）は、新潟県本土の阿賀野川以北（岩船郡（粟島を含む）、北蒲原郡）および東蒲原郡で使用されている日本語の方言である。東北方言に属する。

## 特徴

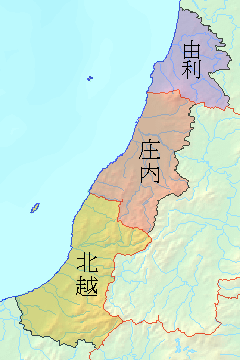
由利・庄内・北越方言圏

同じ新潟県越後地方内でも、阿賀野川以南と異なり、阿賀野川以北では濁音の鼻音化やアクセントなどに東北方言の特徴が聞かれる。このため北越方言は東北方言に分類され、さらに岩船北蒲原方言と東蒲原方言の2つに分かれる。岩船北蒲原方言は北奥羽方言に属し、東蒲原方言は南奥羽方言に分類される。
岩船北蒲原方言は東北方言の中で最も西日本方言（特に京言葉）の影響を強く受けた方言であり、文法には西日本的要素がかなり流入している。同じく北奥羽方言のなかで西日本方言の影響を強く受けている庄内方言や由利方言とともに、「由利・庄内・北越方言圏」として括られることもある（越後方言も参照）。特に荒川水系で通じる小国方言とは関わりが深い。
一方、東蒲原方言は分布地域が旧会津藩領であった経緯などから、会津弁などの南奥羽方言との関連性もある。

## 音声
イ段とウ段の母音はそれぞれ中舌母音[ï]および[ɯ̈]で発音され、このうち「し」対「す」、「ち」対「つ」およびその濁音「じ」対「ず」（「ぢ」対「づ」）の区別がない、いわゆる「ズーズー弁」である。岩船北蒲原方言では[ï]、東蒲原方言では[ɯ̈]で発音される傾向にある。また、母音単独での/i/と/e/も区別がなく統合している。
語中または語尾のカ行・タ行は、「まど[mado]（的）」のように有声化（濁音化）が起こる。一方、語中・語尾の本来濁音のザ行・ダ行・バ行の子音は入り渡り鼻音を伴う。ガ行については下越北部で鼻濁音[ŋ]で、岩船郡南部や北蒲原郡で[ᵑg]が報告されている。

## アクセント
アクセントは岩船北蒲原方言、東蒲原方言ともに北奥羽式アクセント（外輪型東京式アクセントの変種）である。「雨が」「息が」などの2拍名詞の第4類・第5類が、中越方言では「高低低」となるのに対し、北越方言では第2拍の母音がa・e・oの場合に「低高低」となる。
ただし、村上市の三面地区には特殊アクセントの地域が、東蒲原郡阿賀町東部の福島県境付近には曖昧アクセント（北奥羽式アクセントと無アクセントの中間アクセント）の地域がある。

## 文法
文法は、越後方言と共通の部分がある。
岩船北蒲原方言では西日本的要素がかなり流入していて、「-べ」を用いず、推量に「-だろ」「-ろ」、意思・勧誘に「-う」「-よう」を用いる。また沿岸部を中心にア行（ワ行）五段動詞がウ音便となり（例：こうた＝買った）、形容詞連用形もウ音便となる（例：たこうなる＝高くなる）。また借りるを「かる」という地域があるなど、越後方言より西日本的な部分もある。「ので」や「から」にあたる理由・原因を表すには「すけー」「しけー」「すげ」「しげ」（「さかい」由来）などを用い、「けれども」にあたる逆接には「ども」を用いる。上一段・下一段活用動詞の命令形は、「しれ」「見れ」「起きれ」などのように「-れ」となる。
一方、東蒲原方言では西日本的要素がほとんどなく、ア行（ワ行）五段動詞や形容詞連用形がウ音便にならず、理由・原因に「から」や「がら」が使われる。また、推量・意思に「べ」や「べー」などを、逆接に「けれども」やその変化形の「けれじょも」や「けんじょも」を使う。方向を表す助詞には「さ」が使われる。

## 使用地域
- 岩船北蒲原方言：村上市、岩船郡（関川村、粟島浦村）、胎内市、北蒲原郡（聖籠町）、新発田市、阿賀野市の全域、五泉市東部（早出川以東）
- 東蒲原方言：東蒲原郡（阿賀町）の全域

## 三面方言
村上市三面地域では周囲とは異なる方言が話される。大鳥方言・三面方言を参照されたい。